# Крохалёво (Вологодская область)
Крохалёво — деревня в Кичменгско-Городецком районе Вологодской области.
Входит в состав Городецкого сельского поселения, с точки зрения административно-территориального деления — в Городецкий сельсовет.
Расстояние до районного центра Кичменгского Городка по автодороге составляет 0,5 км.
Население по данным переписи 2002 года — 70 человек (33 мужчины, 37 женщин). Всё население — русские.